# Eridantes erigonoides
Eridantes erigonoides là một loài nhện trong họ Linyphiidae.
Loài này thuộc chi Eridantes. Eridantes erigonoides được James Henry Emerton miêu tả năm 1882.